# David Paas
David Paas, né le 24 février 1971 à Tongres, est un joueur de football belge, qui évoluait comme attaquant de pointe. Il a mis un terme à sa carrière professionnelle en 2005 pour devenir le nouveau directeur sportif de Westerlo, son dernier club.

## Carrière
David Paas fait ses débuts en équipe première avec son club formateur, le KSK Tongres, en 1989. Le club évolue en Division 2, et il s'impose petit à petit comme une valeur sûre de la série. En 1995, il est recruté par l'Eendracht Alost, qui voit en lui le possible remplaçant à Gilles de Bilde, parti à Anderlecht. Il confirme son talent face au but, et au mercato d'hiver 1997, il quitte la Belgique pour le Vitória Guimarães, au Portugal.
David Paas reste un an et demi au Portugal, puis revient en Belgique, à Harelbeke, lors de l'été 1998. Il marque un but tous les deux matches pendant deux saisons, confirmant qu'il n'a rien perdu de son sens du but lors de son aventure à l'étranger. En 2000, il reçoit enfin sa chance dans un grand club belge, le KRC Genk. Mais il doit se contenter du rôle de joker face à la concurrence de garçons comme Wesley Sonck, et malgré une bonne première saison dans le Limbourg, il n'a que peu d'occasions de jouer lors de la seconde. En 2002, devenu « indésirable », il passe un test à Burnley, mais signe finalement à Westerlo. Il termine sa carrière dans le club campinois en 2005, dont il devient ensuite manager commercial. En 2008, il quitte son poste à Westerlo.

### Statistiques par saison
| Saison    | Club              | Pays | Championnat | Matches | Buts |
| --------- | ----------------- | ---- | ----------- | ------- | ---- |
| 1989-1990 | KSK Tongres       |      | Division 2  | 3       | 0    |
| 1990-1991 | KSK Tongres       |      | Division 2  | 21      | 5    |
| 1991-1992 | KSK Tongres       |      | Division 2  | 27      | 4    |
| 1992-1993 | KSK Tongres       |      | Division 2  | 27      | 8    |
| 1993-1994 | KSK Tongres       |      | Division 2  | 29      | 8    |
| 1994-1995 | KSK Tongres       |      | Division 2  | 31      | 14   |
| 1995-1996 | Eendracht Alost   |      | Division 1  | 30      | 12   |
| 1996-1997 | Eendracht Alost   |      | Division 1  | 10      | 3    |
| 1996-1997 | Vitória Guimarães |      | Division 1  | ?       | ?    |
| 1997-1998 | Vitória Guimarães |      | Division 1  | ?       | ?    |
| 1998-1999 | KRC Harelbeke     |      | Division 1  | 14      | 4    |
| 1999-2000 | KRC Harelbeke     |      | Division 1  | 31      | 19   |
| 2000-2001 | KRC Genk          |      | Division 1  | 24      | 5    |
| 2001-2002 | KRC Genk          |      | Division 1  | 6       | 2    |
| 2002-2003 | KVC Westerlo      |      | Division 1  | 21      | 3    |
| 2003-2004 | KVC Westerlo      |      | Division 1  | 27      | 9    |
| 2004-2005 | KVC Westerlo      |      | Division 1  | 29      | 6    |